# Estádio do Canindé

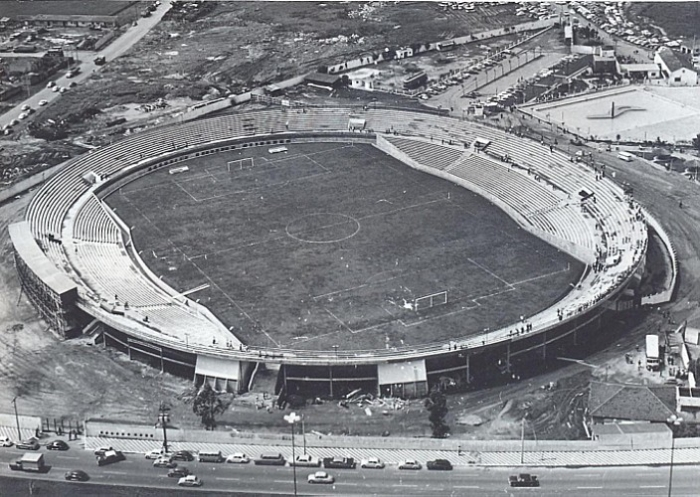
Das Estádio do Canindé im Bau

Das Estádio do Canindé ist ein Fußballstadion in der brasilianischen Stadt São Paulo. Es bietet Platz für 21.004 Zuschauer und dient dem Verein Associação Portuguesa de Desportos als Heimstätte.

## Geschichte
Das Estádio do Canindé in São Paulo, mit gut zehn Millionen Einwohnern größte Stadt Brasiliens und zugleich Heimat einer Vielzahl großer Stadien, wurde zwischen 1953 und 1956 erbaut und am 11. November des gleichen Jahres eröffnet. Zum ersten Spiel im neuen Stadion trafen sich der künftige Nutzerverein der Sportstätte, der Fußballklub Associação Portuguesa de Desportos, und eine aus den beiden städtischen Spitzenvereinen FC São Paulo und Palmeiras São Paulo zusammengewürfelte Auswahl. Das Spiel endete mit einem 3:2-Erfolg von Portuguesa. Seit diesem Tag trägt Portuguesa São Paulo seine Heimspiele im Estádio do Canindé aus. Der Verein ist Mitglied des Clube dos 13 und zählt somit zu den dreizehn traditionsreichsten Fußballvereinen in ganz Brasilien. Im Vergleich zu anderen Mannschaften dieses Verbandes ist die Erfolgsliste von Portuguesa São Paulo jedoch eher klein. Seinen größten Erfolg erreichte der Verein mit der brasilianischen Vizemeisterschaft im Jahre 1996. Ferner gewann man dreimal die Staatsmeisterschaft von São Paulo. Derzeit spielt Portuguesa São Paulo in der Staatsmeisterschaft von São Paulo A1 mit.
Das Estádio do Canindé bietet heute Platz für 21.004 Zuschauer. Auch in früheren Tagen war die Kapazität nie sonderlich viel höher. Die Rekordkulisse im Stadion wurde aufgestellt, als am zehnten Oktober 1982 der Lokalrivale Corinthians São Paulo ein Gastspiel bei Portuguesa machte und 25.622 Schaulustige das Estádio do Canindé besuchten. Offiziell hat das Stadion den Namen Estádio Doutor Osvaldo Teixeira Duarte. Grund für diesen Namen ist ein ehemaliger Präsident von Portuguesa São Paulo, Osvaldo Teixeira Duarte, der dem Verein zur Zeit der Stadionerbauung vorstand. Es ist gegenwärtig das drittgrößte Stadion in São Paulo hinter dem Estádio do Morumbi, das Platz bietet für zirka 67.000 Menschen und dem Estádio do Pacaembu, das knapp über 40.000 Schaulustige fasst. Es ist jedoch zu beachten, dass sich derzeit zwei weitere große Stadionprojekte in São Paulo im Bau befinden. Sowohl die neue, zwischen 40.000 und 60.000 Menschen fassende Arena Itaquera von Corinthians, als auch das neue Estádio Palestra Itália, werden mehr Zuschauerplätze besitzen als das Estádio do Canindé.